# Lyrurus tetrix

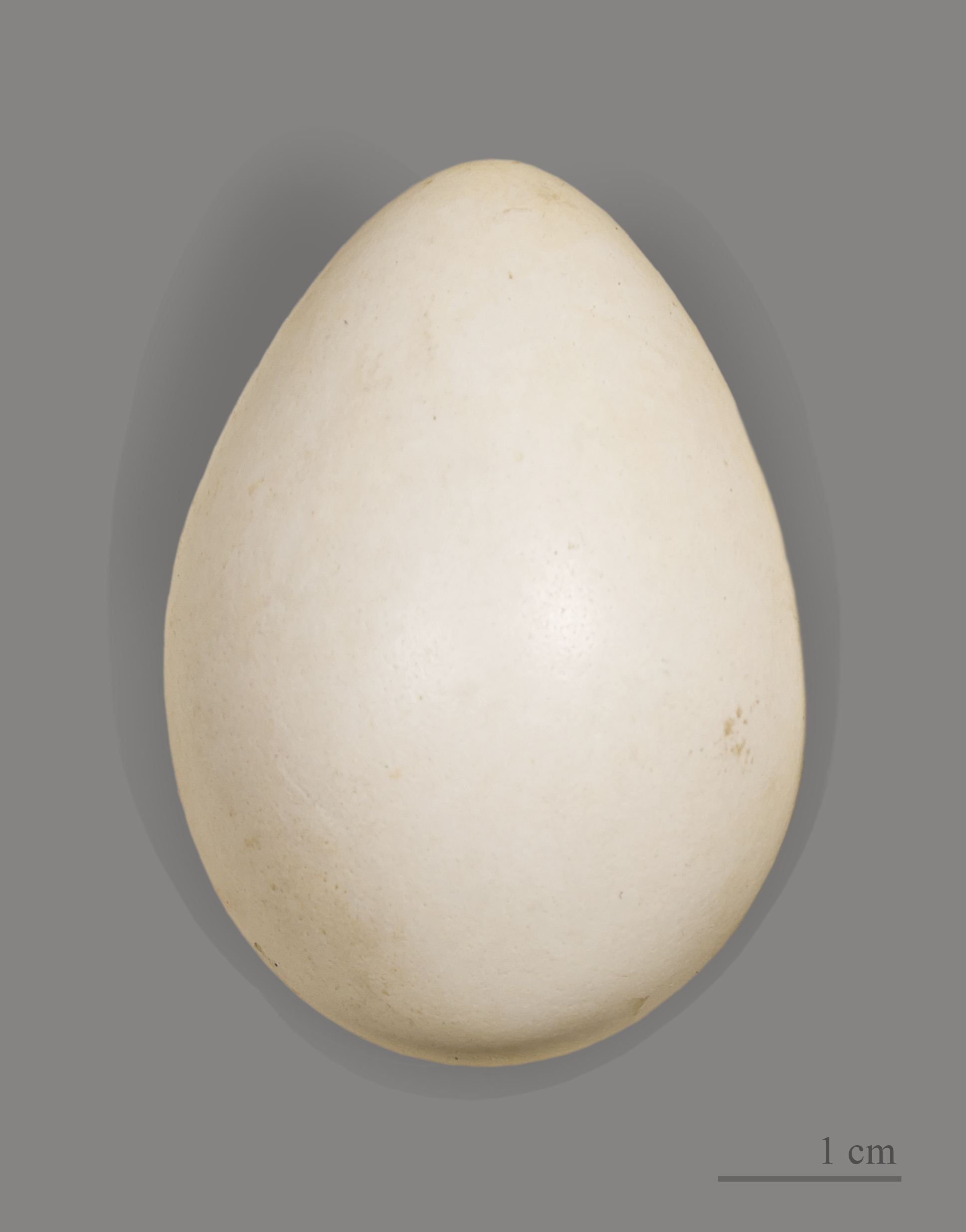
Lyrurus tetrix tetrix

Il fagiano di monte (Lyrurus tetrix (Linnaeus, 1758) è un uccello della famiglia dei Phasianidae. È detto anche gallo forcello per la particolare forma curva delle penne della coda del maschio.

## Descrizione
Il dimorfismo sessuale in questo uccello è ben evidenziato. Il fagiano di monte ha forme piuttosto svelte, ali brevi, ottuse o tondeggianti, con la terza remigante sporgente, la coda composta di diciotto penne, leggermente intagliata nella femmina e nel maschio, invece, così profondamente forcuta che le più lunghe fra le copritrici del sottocoda oltrepassano le più brevi tra le timoniere, le esterne tra le quali si volgono all'infuori a guisa di corna o di mezzaluna, sicché la coda prende forma di lira. Il becco è forte e di mediocre lunghezza, e i piedi sono piumati non solo fino alle dita ma anche sulla membrana interdigitale.
La lunghezza del maschio è di sessanta centimetri circa, l'apertura d'ali di oltre novanta, mentre la coda sfiora i diciotto centimetri e le singole ali ne misurano trenta: la femmina è più corta di circa quindici centimetri ed ha l'apertura alare inferiore di sette. Il piumaggio è generalmente nero, con la testa, il collo e la parte inferiore del dorso di un bellissimo azzurro-acciaio disegnato a fasce bianche quando le ali sono raccolte, e le piume del sottocoda sono bianchissime. L'occhio è bruno, le pupille nero-turchine, il becco nero, le dita brunicce, il sopra dell'occhio e lo spazio nudo perioculare sono rosso-vivi. La femmina assomiglia a quella del gallo cedrone, e il suo abito è un misto di giallo-ruggine e bruno-ruggine con liste e macchie trasversali nere.

## Distribuzione e habitat
Le zone in cui questa specie si diffonde sono all'incirca le stesse in cui vive il gallo cedrone, con la differenza che si spingono maggiormente verso il settentrione e si riducono verso il sud. Sui monti della Grecia e della Spagna il fagiano di monte non si trova più, ed anche sulle Alpi italiane è diventato piuttosto raro (lo si trova in gran parte delle Dolomiti, delle Alpi Retiche e della catena alpina delle Alpi marittime), ma è scomparso in quei territori dove lo sfruttamento turistico è stato più intensivo); in Germania è abbastanza comune, sia in pianura che sui monti, purché trovi i boschi opportuni; comune è pure in Scandinavia, in Russia e in tutta l'Asia settentrionale, anche qui dove i boschi corrispondono alle sue esigenze, e sono quindi ricchi di bassi arbusti e di cespugli, sparsi di eriche, mirtilli, rododendro ed in generale vegetazione composta da arbusti nani. Nella Svizzera lo si trova tanto nella superiore che nella media zona boscosa, e si spinge fino all'estremo confine della vegetazione; nella Svezia è frequentissimo ovunque, e lo stesso vale per i boschi siberiani. Nella Germania centrale è uccello stazionario, avendo soltanto l'abitudine di intraprendere escursioni piuttosto regolari quando risieda sulle alte catene montane o nelle province settentrionali; in Svizzera usa spostarsi almeno due volte all'anno dalla sua abituale dimora, e nei paesi nordici queste escursioni si verificano con ancor maggiore regolarità.

## Biologia
Di indole più socievole dei galli cedroni, i due sessi vivono regolarmente assieme, salvo alcune eccezioni, almeno nell'autunno e nell'inverno. Conducono una vita abbastanza variata, soprattutto per via degli spostamenti che compiono durante l'inverno, stagione nella quale sovente penano a trovare il cibo e, quando la neve è alta, sono costretti a scavare lunghe gallerie per scoprire qualche scarso alimento.

### Spostamenti
Molto meno pesante del gallo cedrone, il fagiano di monte è molto più abile nei movimenti: corre con maggior rapidità tenendo il corpo meno inclinato posteriormente, sugli alberi si tiene ora eretto ora orizzontale, e, malgrado la brevità delle ali, vola bene, in linea retta e spesso per lunghi tratti, più leggero e meno rumoroso dell'affine. I suoi sensi sono molto acuti, e grande l'avvedutezza che spiega in tutte le circostanze: si allarma per la più piccola ombra di pericolo, scambia il rischio vero con quello apparente cercando subito scampo nella fuga, ed è sempre piuttosto difficile da sorprendere. La sua voce, che varia con il sesso, nel grido di richiamo consiste in un soffio caratteristico, e si arricchisce nella stagione degli amori in misura che sembrerebbe sproporzionata in volatili come questi, generalmente piuttosto taciturni.

### Alimentazione
Per nutrirsi cercano sostanze di una certa delicatezza, ossia foglie, gemme, bacche, semi ed insetti; durante l'estate colgono i lamponi, i frutti di mirtillo e le more; nell'inverno le bacche del ginepro e i semi delle eriche, delle betulle, degli ontani e dei faggi. Oltre che di vegetali, come abbiamo accennato, si nutrono di lumachette, vermi, larve di formica, mosche e simili, ed i piccoli in particolare vengono nutriti quasi esclusivamente di teneri insetti. In Siberia, quando incominciano i geli, li si vede posati sulle cime dei pioppi e intenti a scorrere col becco i rami secchi per coglierne le gemme: anch'essi hanno bisogno di frammenti minerali per agevolare la digestione.

### Riproduzione
Nelle regioni centrali d'Europa il periodo degli amori incomincia nella seconda metà di marzo e dura per tutto aprile fino a maggio; sui rilievi e nei paesi nordici avviene più tardi, e può durare fino al mese di luglio. Il maschio è poligamo e feconda più femmine, che depongono in solitudine anche fino a 15 uova, che si schiudono dopo 4 settimane di fecondazione (25/28 giorni a seconda della varietà).

I preparativi per la cova incominciano verso la metà di maggio e sono compito esclusivo della femmina. Il nido consiste in una rudimentale depressione scavata in luoghi protetti, e contiene da sette a dieci, talvolta dodici uova, sparse fittamente di punti e macchie su fondo giallo-grigio, giallo-rossiccio o grigio pallido. Benché meno zelante di quella del gallo cedrone, la femmina cova con cura e si consacra con tenerezza all'allevamento della prole, nei cui costumi, come anche nelle mutazioni dell'abito, non si osservano grandi differenze rispetto alla specie precedente. Fino al tardo autunno i piccoli restano in compagnia della madre e si allontanano solo dopo aver vestito l'abito degli adulti.

## Incroci con altre specie
Nei luoghi in cui galli cedroni e fagiani di monte abitano vicino, ed i maschi della prima specie hanno subito una notevole diminuzione, le femmine del gallo cedrone si accoppiano spesso con gli affini dando origine a un ibrido comunemente conosciuto come tetraone mezzano.

## Diffusione in Italia
Il gallo forcello, nel territorio italiano, si trova esclusivamente nell'arco alpino, ove esistono popolazioni stanziali. Inoltre, sempre in Italia, nelle Alpi Liguri si trova la popolazione stabile più a Sud. La legge venatoria italiana tutela la specie prevedendo un prelievo molto contingentato sia nei periodi temporali (dal 1º ottobre al 30 novembre), sia nel numero (massimo 2 per cacciatore ogni anno) e anche nel genere (è ammessa la caccia solo al genere maschile).